# Giuseppe d’Alvino

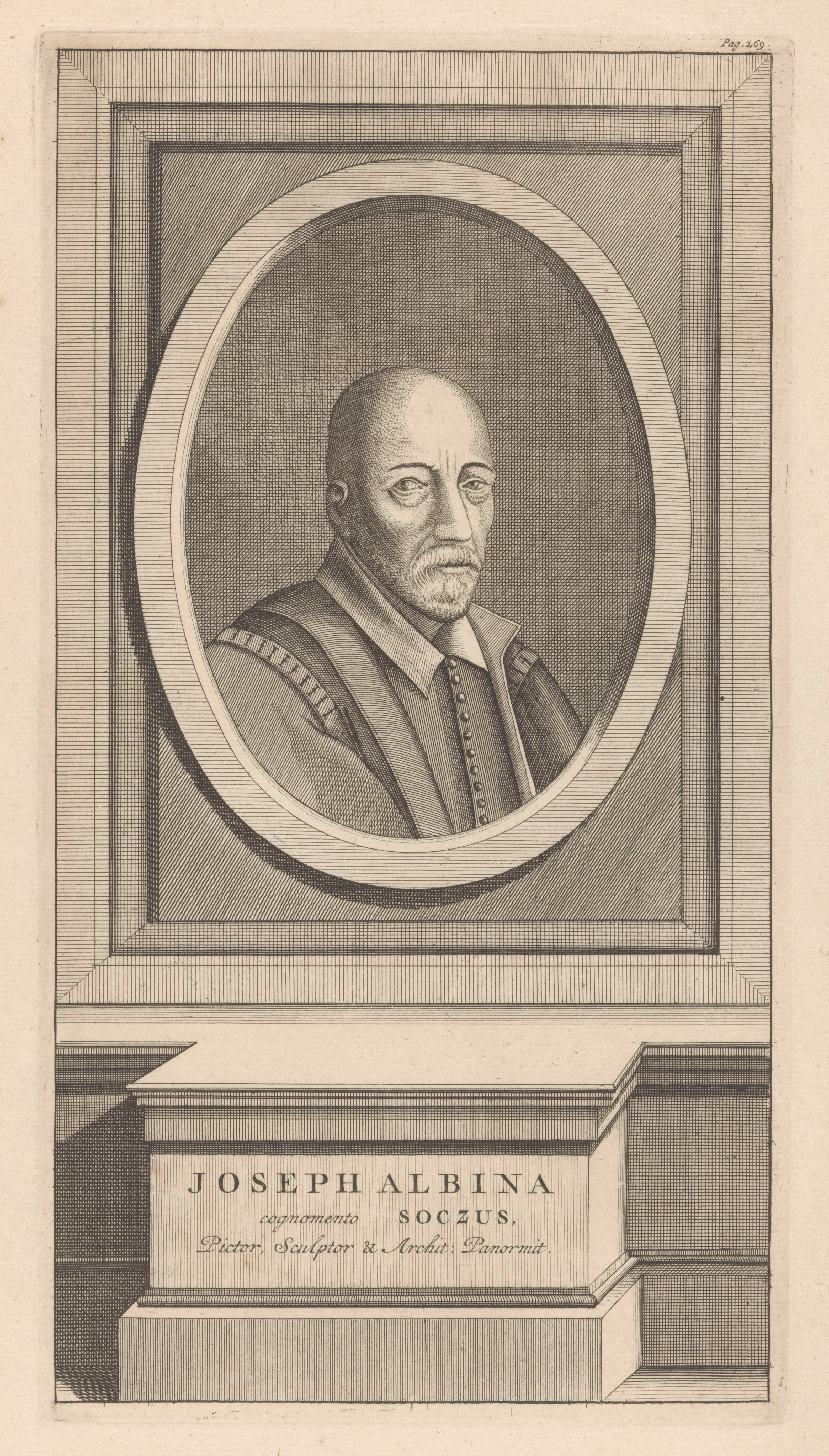
Giuseppe d’Alvino

Giuseppe d’Alvino, auch Albina, genannt „il Sozzo“ (* 1550 in Palermo; † 1611 ebenda) war ein italienischer Maler, Architekt und Bildhauer des Manierismus auf Sizilien.

## Leben
Il Sozzo war Schüler des Bildhauers Giuseppe Spatafora. Zwar ist er als Architekt in den Büchern geführt, Arbeitsergebnisse hierfür sind allerdings nicht bekannt.
Eine Marmorstatue „Immacolata“ für die Chiesa S. Francesco e S. Demetrio in Tropea ist noch heute in der Kirche. Die meisten seiner Gemälde befinden sich im Raum Palermo. Sein Gehilfe war der Maler Leonardo De Naso. Als sein Schüler ist Gaspare Balsano genannt.
Von seinem Sohn Pietro Alvino (gest. 1626) stammen die Gemälde „Immacolata“ (1623) in der palermitanischen Kirche Santa Maria Nuova und eine Kreuzigung im Museo Diocesano di Palermo.

## Werke
- Chiesa SS. Francesco e Demetrio Tropea: Marmorskulptur „Immacolata“
- Chiesa Matrice (S. Maria la Nuova) (Collesano): Tafelbild “Santa Caterina da Alessandria”
- Basilica di Santa Maria Assunta (Alcamo): „Alle Heiligen“ (1603)
- British Museum (London): Zeichnung „Kreuzabnahme“
- Galleria Regionale della Sicilia (Palermo): zwei Zeichnungen „Vesta“ und „Erzengel Michael“